# マヨット外人部隊分遣隊
マヨット外人部隊分遣隊（マヨットがいじんぶたいぶんけんたい、Détachement de Légion étrangère de Mayotte：DLEM）は、マヨットのパマンジ島ザウジに駐屯する、南インド洋管区フランス軍（FASZOI）隷下のフランス陸軍の歩兵部隊である。
兵種は歩兵、伝統的区分は外人部隊である。

## 沿革
- 1956年：マダガスカル外人歩兵大隊から一部が分遣される。
- 1962年：第3外人歩兵連隊がマダガスカルに駐留。一部が分遣される。
- 1975年：コモロ連合が独立。マヨットはフランスに残留。
- 1976年：マヨット外人部隊分遣隊が編成される。
- 1984年：第1外人騎兵連隊から一部が分遣される。（他部隊からの分遣はこれが最後となる）
- 1992年：コモロ紛争勃発。同部隊は警戒態勢に入る。事態の沈静化にはGIGNが介入。

## 最新の部隊編成
- 分遣隊本部
- 本部管理中隊
- 総合戦闘中隊（陸軍の保有するあらゆる個人用火器及び組運用火器を装備し、島嶼戦に特化した歩兵中隊である）

### 定員
- 分遣隊の人員構成は、約250名からなる。
- 同分遣隊は、他の外人部隊の隊員と定期的に4ヶ月単位で交代して勤務に就いている。

## 分遣隊の任務

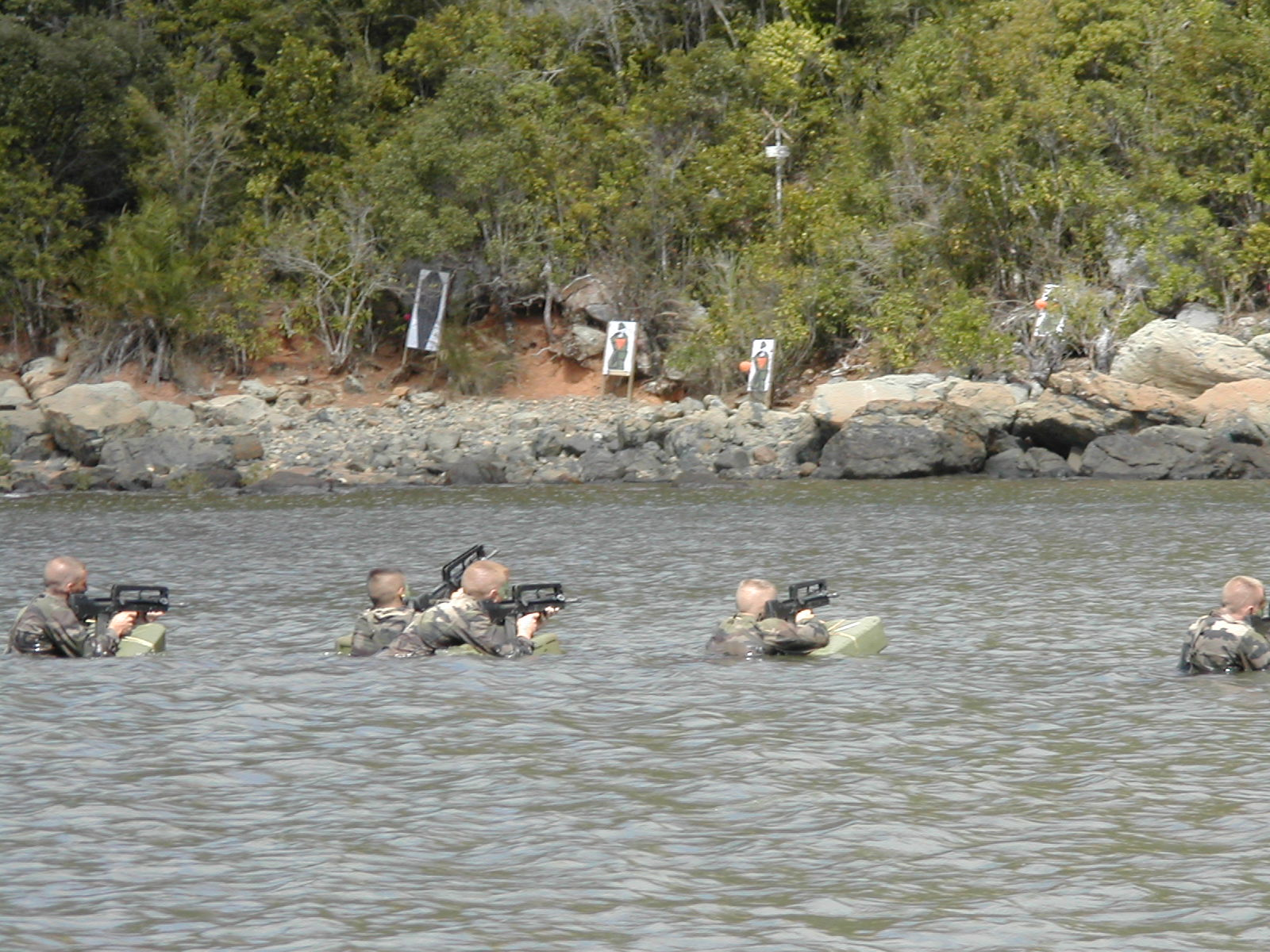
水路潜入射撃訓練の様子

分遣隊は、マヨット海外県における主権確保、領域警備及びフランス権益の保護、島嶼戦の訓練を継続実施することにある。（陸上自衛隊の対馬警備隊と同じ様な任務を受け持つ部隊である。）

## 主要装備
- GIAT BM92-G1
- FA-MAS
- FR-F2
- AAT-F1
- AA-52
- 12.7mm重機関銃
- RTF1 120mm迫撃砲
- LLR 81mm迫撃砲
- ERYX
- ミラン
- HOT
- VAL
- P4
- TRM 2000